# Алиджанов, Хаджиакбар Улугбекович
Хаджиакбар Улугбекович Алиджанов (узб. Hojiakbar Ulugʻbekovich Alijonov, Hojiakbar Ulugʻbek oʻgʻli Alijonov; 19 апреля 1997 года, Ташкент, Узбекистан) — узбекистанский футболист, защитник.
Является воспитанником ташкентского клуба «Пахтакор». До 2016 года играл в юношеской и молодёжной командах «Пахтакора». С 2016 года стал привлекаться в основную команду, за которую выступает до сих пор.
В 2016 году сыграл три матча за юношескую сборную Узбекистана (U-19). С 2018 года привлекается в молодёжную сборную Узбекистана (U-23). С 2019 года стал вызываться в национальную сборную Узбекистана. Свой дебютный матч за национальную сборную сыграл 7 июня в товарищеском матче против сборной КНДР.

## Награды
- Узбекистон ифтихори (6 июня 2025 года) — за большой вклад в развитие и широкую популяризацию спорта в нашей стране, утверждение здорового образа жизни в обществе, проявленные истинное мужество и стойкость, образец высокого профессионализма и целеустремленности в отборочных турнирах среди сильнейших команд Азии по футболу и впервые в истории нашей Родины завоевание путёвки на чемпионат мира, ставшее большой победой, активное участие в деле приумножения славы Нового Узбекистана в мировом масштабе, воспитания молодого поколения в духе любви к Родине, национальной гордости и патриотизма[1]